# روبرت بيرد

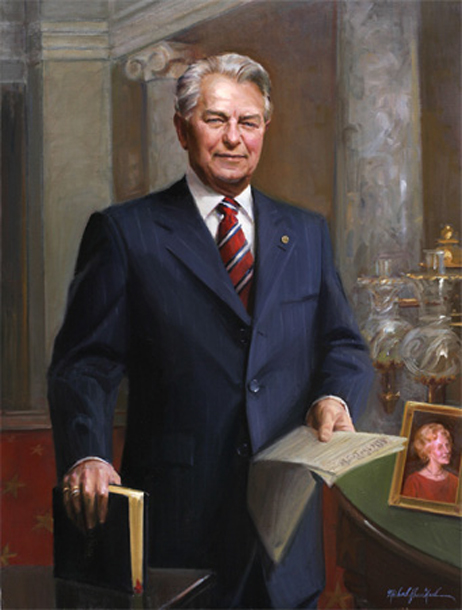
صورة رسمية لروبرت بيرد

روبرت بيرد (بالإنجليزية: Robert Byrd) (20 نوفمبر 1917 - 28 يونيو 2010)، سياسي أمريكي. هو عضو في الحزب الديمقراطي.

## روابط خارجية
- روبرت بيرد على موقع الموسوعة البريطانية (الإنجليزية)
- روبرت بيرد على موقع مونزينجر (الألمانية)
- روبرت بيرد على موقع ميوزك برينز (الإنجليزية)
- روبرت بيرد على موقع إن إن دي بي (الإنجليزية)